# Codex Quetzalecatzin

Codex Quetzalecatzin

Der Codex Quetzalecatzin, auch bekannt als Karte von Ecatepec-Huitziltepec, Codex Ehecatepec und Huitziltepec, oder Codex Charles Ratton, ist ein aztekisches Manuskript und enthält genealogische Informationen und den Landbesitz für die Nahuatl-Familie „de Leon“ von 1480 bis 1593, von der die meisten Mitglieder auf dem Manuskript abgebildet sind. Das Manuskript stammt aus der Zeit zwischen 1570 und 1595 und ist damit ein äußerst seltenes Beispiel für einen indigenen amerikanischen Codex aus der Zeit vor 1600.
Die Karte deckt das südliche Puebla von der Kirche Todos Santos in Ecatepec (heute ein Vorort im Nordosten des heutigen Mexiko-Stadt) und den Texcoco-See (heute das Naturschutzgebiet „El Caracol“) bis zur Kirche Santa Cruz Huitziltepec in Pue unten rechts ab, wobei der untere Teil der Karte vom Fluss Atoyac im nördlichen Oaxaca durchzogen wird.
Ortsnamen wurden in Latein mit Übersetzungen zahlreicher alter mexikanischer Hieroglyphen geschrieben.
Verwendet wurden natürlich gewonnene Pigmente und Farbstoffe wie Maya-Blau und Karmin.